# Durlinsdorf
Durlinsdorf (deutsch Dürlinsdorf) ist eine französische Gemeinde mit 516 Einwohnern (Stand 1. Januar 2022) im Département Haut-Rhin in der Region Grand Est (bis 2015 Elsass). Sie ist Mitglied im Gemeindeverband Sundgau.

## Geografie
Durlinsdorf liegt im Sundgau, am Rande des Französischen Jura. Der Grumbach, ein Nebenfluss der Largue, tritt hier aus einem engen Gebirgstal aus, das von Höhen bis zu 640 m über dem Meer umgeben ist.

## Geschichte
Die Ortschaft erscheint erstmals 1147 als Turlanstorf und war später Teil der Grafschaft von Ferrette. Im 16. Jahrhundert war Durlinsdorf ein Sitz der Herren von Pfirt.  Der Dreißigjährige Krieg hinterließ in Durlinsdorf Verwüstungen. Louis XIV. setzte alles daran, das Dorf wieder zu bevölkern. Von 1871 bis zum Ende des Ersten Weltkrieges gehörte Durlinsdorf als Teil des Reichslandes Elsaß-Lothringen zum Deutschen Reich und war dem Kreis Altkirch im Bezirk Oberelsaß zugeordnet.
Bei archäologischen Forschungen auf einer Baustelle im Jahr 1966 wurden ein großes Skelett, ein Schwert und ein Dolch gefunden.

### Bevölkerungsentwicklung
| Jahr      | 1910 | 1962 | 1968 | 1975 | 1982 | 1990 | 1999 | 2007 | 2017 |
| --------- | ---- | ---- | ---- | ---- | ---- | ---- | ---- | ---- | ---- |
| Einwohner | 471  | 411  | 437  | 431  | 440  | 462  | 493  | 477  | 566  |

## Wirtschaft
Es gibt mehrere Landwirtschaftsbetriebe in Durlinsdorf, die sich auf den Anbau von Getreide, vor allem Mais, und auf Fleisch- und Milchproduktion spezialisiert haben.
Ein Sägewerk beschäftigt mehr als 20 Mitarbeiter. Dort werden insbesondere Dachbalken und Bestandteile für Berghütten produziert.
Außerdem zählt das Dorf eine Metzgerei, ein Unternehmen, das Straßenbeläge produziert, eine Festzeltvermietung, einen Brennstoffhändler und einen Weinhändler.

## Kulturerbe

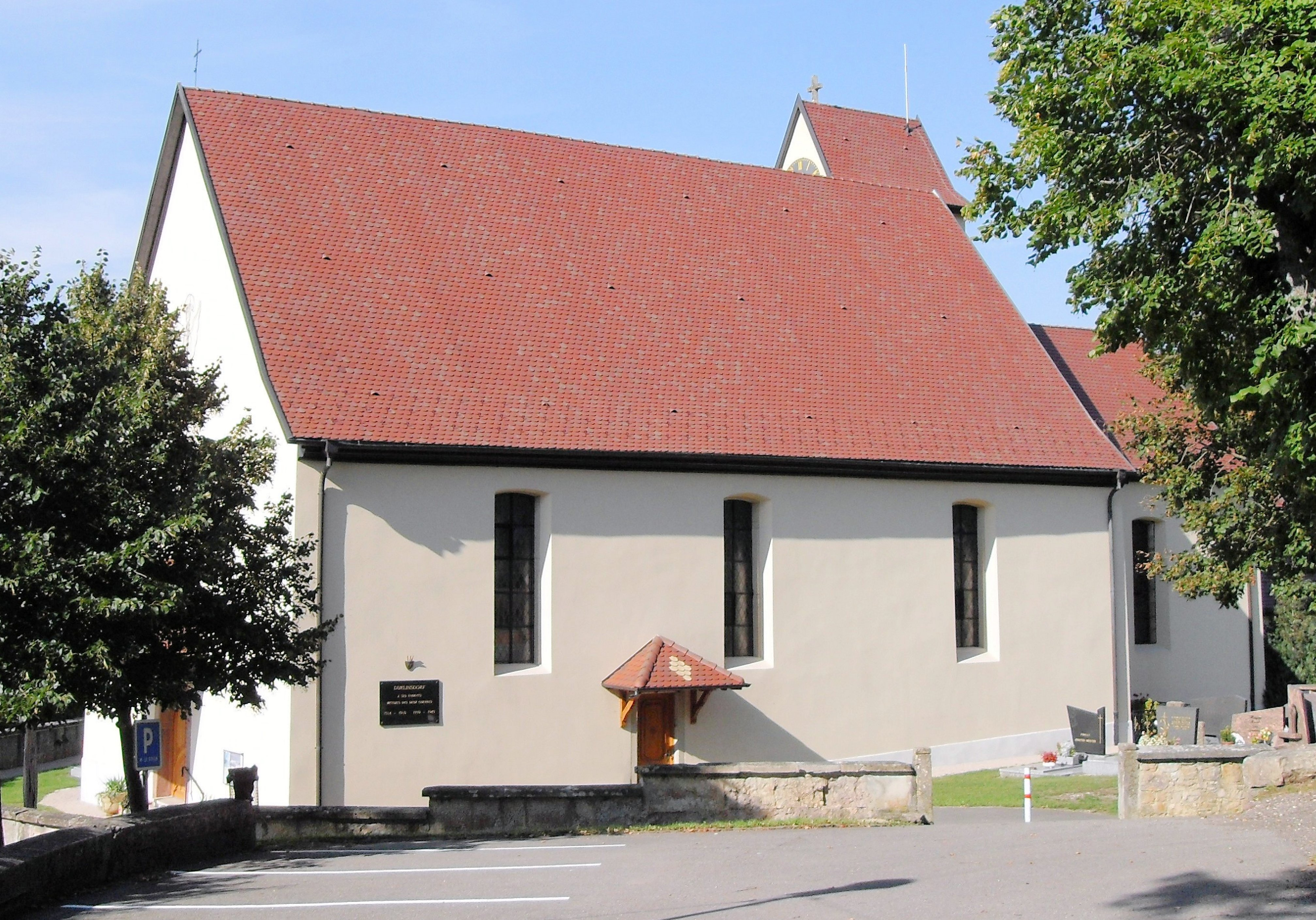
Südseite
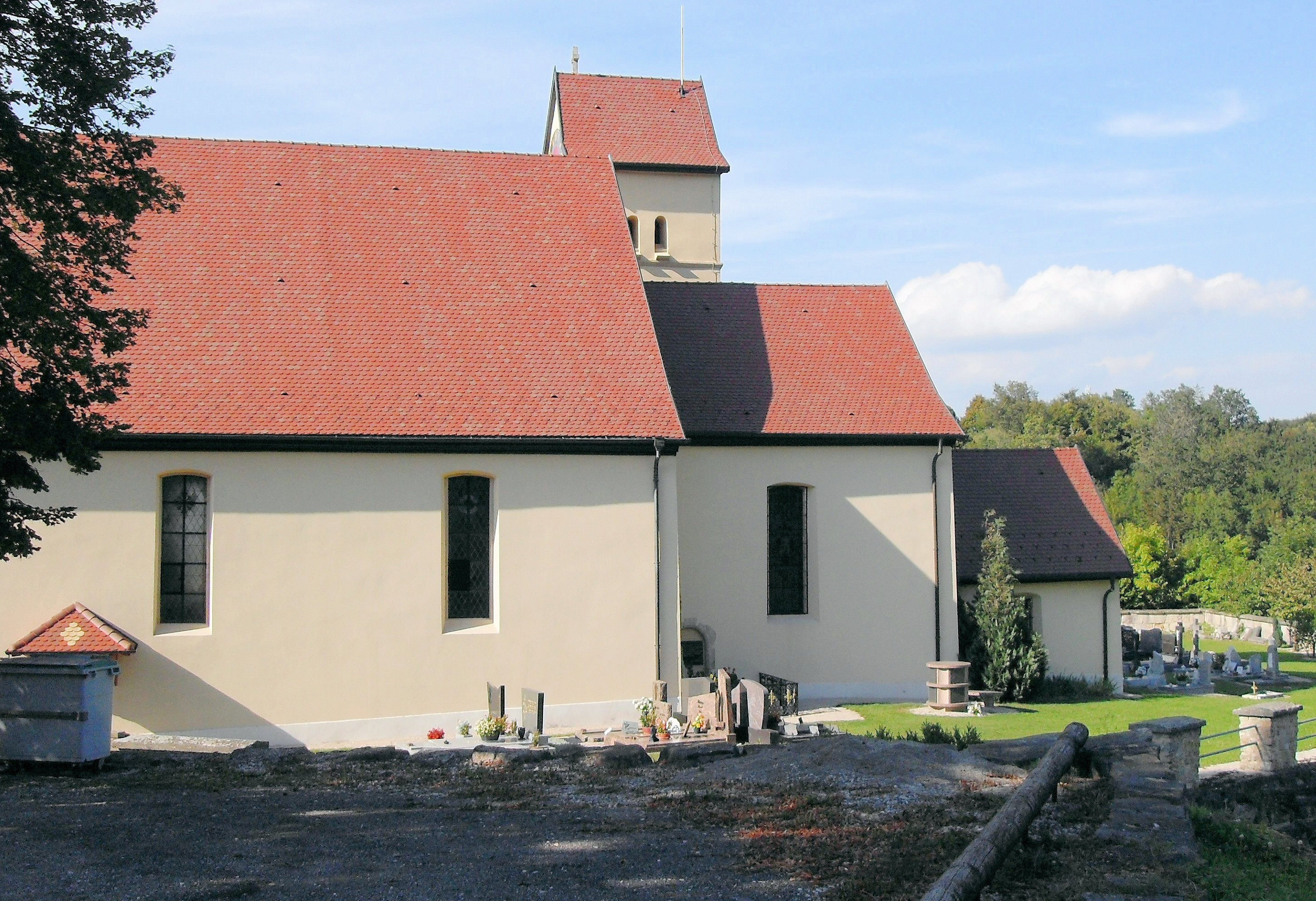
Südostseite

Eglise Saint-Pierre, Saint-Paul
Die Kirche St. Peter und Paul ist in der Base Mérimée als Baudenkmal eingetragen. Sie enthält einen Altar mit Tabernakel aus der Mitte des 18. Jahrhunderts mit einem Gemälde der Verkündigung des Herrn, zwei Seitenaltäre aus der gleichen Zeit mit den Darstellungen der Heiligen Familie und von St. Wendelin sowie einen Kreuzweg aus dem 19. Jahrhundert, bestehend aus 14 Ölgemälden.